# Blåkulla
Blåkulla är den plats dit häxor enligt den svenska, finlandssvenska och norska folktron flög på kvastar under skärtorsdagen för att fira häxsabbat med Djävulen. Orgierna sägs ha pågått till påskaftonen eller påskdagsmorgonen då "häxorna" for hem igen. Stora eldar tändes för att jaga iväg dem.

## Bakgrund

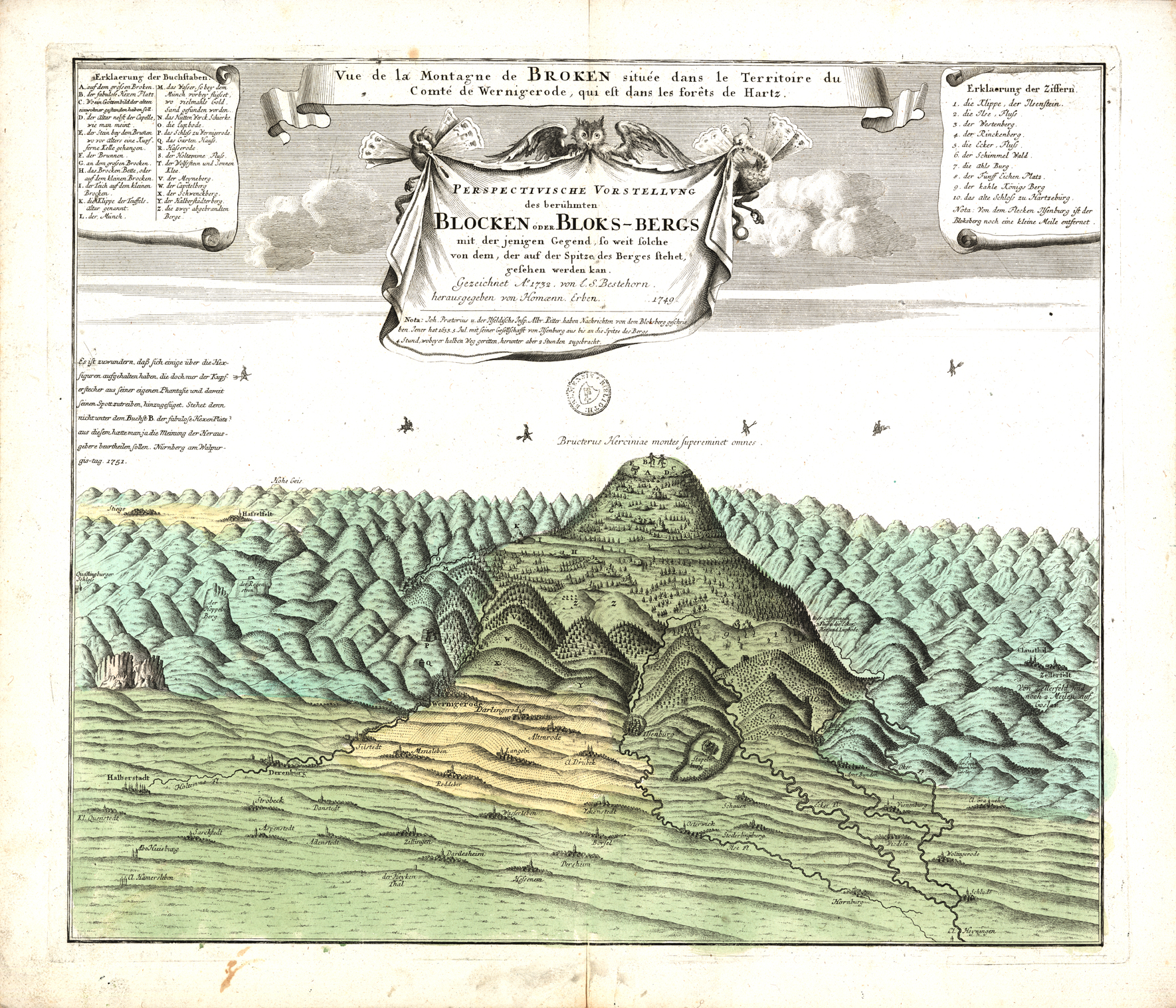
Illustration av Blocksberg (Brocken) av L. S. Bestehorn, 1732

Ordet Blåkulla anses vara en försvenskning av det tyska Blocksberg, enligt sägnen hemvist för Satan. Blå hade förr också betydelsen svart, så Blåkulla betydde också "Svarta kullen".[källa behövs]

## Blåkullafärden
Häxan antogs fara till Blåkulla på en kvast, gren eller någon form av vardagligt redskap, eller på till exempel ett husdjur. Med hjälp av en nål kunde häxan öppna ett hål i en vägg om så skulle behövas, stort nog att ta sig igenom. 
På färden tog hon ibland med ett barn som skulle värvas till Satans tjänst. Berättelser från barn eller vuxna som sade sig på detta sätt blivit bortrövade blev i häxprocesserna det enda beviset – och det enda som behövdes – när häxan skulle fällas.
Under tiden som häxan befann sig på Blåkulla kunde omgivningen inte märka att hon gett sig av, utan hon tycktes fortfarande befinna sig på sin vanliga plats.
Förutom påsken sades Blåkullafärder också äga rum på Valborgsmässoafton.

## Beskrivningar av Blåkulla
Under den stora häxjakten det stora oväsendet åren 1668-1676 spelade berättelser om Blåkulla en stor roll och barnens berättelser om färden dit kom att utgöra kärnan i anklagelserna. På Blåkulla festade man som på ett bondbröllop, man drack och åt och dansade. Ibland beskrivs Blåkulla som en stor bondgård där vardagliga sysslor utförs, skillnaden var dock att allt skedde bakvänt. Merparten av de historier som berättades av de barn som sade sig ha varit där är ganska stereotypa och liknar varandra. 
Ett intressant fenomen var att barnen, förutom Satan och demoner, också sade sig ha sett änglar i Blåkulla. Vägg i vägg med Satans matsal låg änglarnas kammare Vitkulla, inredd med bänkar som i en kyrksal och helt och hållet i vitt från golv till tak. Änglarna hade fågelklor till händer och fötter, några flög omkring och de var klädda i vitt linne, mässärk och snäva byxor, och de slog satansmaten ur händerna på barnen, grät tårar stora som ärtor och bad dem bekänna så att häxorna kunde utrotas och sände med budskapet att människor inte skulle arbeta på torsdagskvällar, inte använda mössor med krusade tröjärmar och inte sälja tobak till överpris.
Barnen var ju inte endast offer för häxorna som tagit dem dit, i Blåkulla hade barnen också själva deltagit i sexuell synd och försvurit sig till Djävulen och ätit hans mat. Att änglarna försökte hjälpa dem var därför ett sätt för barnen att understryka att de i första hand hade varit häxornas offer, och "Blåkullas vita änglar" och Vitkulla var populära bland vittnesmålen. Men domstolarna var aldrig särskilt intresserade av änglarna. Rätten frågade om änglarna försökt hindra barnen från att äta av satansmaten eller försökt hindra dem från att göra värre saker, som att ha sex med djävlarna. Den första som nämnde en ängel var troligen Erik Eriksson, en 15-årig pojke från Älvdalen som år 1668 berättade hur han förts till Blåkulla.

## Kulturella speglingar i Blåkullasägnen
Många aspekter på Blåkullavistelsen bär spår av förkristna eller hedniska ritualer och mönster. Det sägs i legender att "ingen syssla finns här hos oss, som inte finns där hos dem". På Blåkulla fanns alltså allt som hörde vardagen till. Dessutom utfördes handlingar som utgjorde rena motsatser till det tillåtna. De hedniska förhållanden som då återspeglas var inte de förkristna nordiska utan exempelvis fruktbarhetsriter i Trakien som ska ha utförts på höjder och företrädesvis av kvinnor.
Trollkunniga kvinnor som leker och far högt i luften nämns i "Hávamál" i Poetiska Eddan (strof 155).
Det utomkroppsliga resandet som Blåkullafärden skildrar har också gemensamma drag med schamanistiska föreställningar.

## Svenska omnämnanden
I Västgötalagen räknas beskyllning om Blåkullafärder upp bland okvädingsord (alltså förolämpningar, vilket var en synnerligen allvarlig anklagelse). Yngre fornnordiska sagor nämner också häxfärder (kallade gandreið) till underjordiska fester.

## Blåkullas namn på andra språk
Platsen Blåkulla har olika namn på olika språk:
- Förutom Blåkulla har i Sverige liksom i Danmark också Häklefjäll använts - vilket syftar på den Isländska vulkanen Hekla.
- På tyska kallas platsen Blocksberg eller Brocken.
- På danska och norska utpekas vanligen Bloksberg.
- På isländska utpekas Valakirkja.
- På finska kallas platsen Kyöpelinvuori.

## Tro på Blåkulla
Under den sista större häxhysterin i Sverige, i Mockfjärds kapell i Dalarna 1858, vittnade mellan 80 och 90 personer från de 12 byarna vid Mockfjärden att de hade varit på Blåkulla.

## Blåkulla använt om verkliga platser
- Ön Blå Jungfrun (ibland kallad bara Jungfrun), mellan norra Öland och Oskarshamn, är ett ställe som man trodde vara denna festplats.[6] Belägg finns för att sjöfarare utförde offerhandlingar på ön i förhistorisk tid.
- Blåkullen eller Blåkulla på Brattön innanför Marstrand mellan Marstrand Tjörn och fastlandet är en annan plats som identifierats som häxornas festplats.[7]
- De blå miljonprogramshusen i Hagalund i Solna kommun kallas även för Blåkulla.
- Ett bostadsområde i västra Laholm har namnet Blåkulla.
- Polishuset i Visby har kallats för Blåkulla.
- En del av ett bostadsområde i Helsingborg heter Blåkulla.
- Soptippen Blåberget, mellan Sundsvall och Matfors, kallas ibland Blåkulla.
- En gård och ridskola (Blåkulla gård) i Västerhaninge söder om Stockholm
- Stadshuset i Uddevalla i Bohuslän kallas Blåkulla
- Kvarteret Häckelfjäll på Södermalm i Stockholm.